# Dimitri Magnoléké Bissiki
Dimitri Magnoléké Bissiki (Kongó, 1991. március 17. –) kongói válogatott labdarúgó, az AC Léopards játékosa.
A kongói válogatott tagjaként részt vesz a 2015-ös afrikai nemzetek kupáján.